# Dorina Lazăr
Dorina Lazăr (n. 7 noiembrie 1940, Hunedoara, România) este o actriță română de film, radio, teatru, televiziune și voce.

## Biografie
În 1961 a absolvit Institutul de Artă Teatrală și Cinematografică, Facultatea de Teatru, secția Actorie la clasa profesorului Ion Finteșteanu, care i-a avut asistenți pe Sanda Manu și Dem Rădulescu.  Și-a susținut examenul de diplomă cu rolul Coana Joițica din piesa O scrisoare pierdută, în regia lui Ion Finteșteanu. A debutat în 1961 la Teatrul Regional București, iar din 1969 este actriță la Teatrul Odeon. Pe marele ecran a debutat în 1974 în filmul Păcală al regizorului Geo Saizescu. Printre cele mai importante filme în care a mai jucat se numără Angela merge mai departe (1982), Liceenii (1986), Balanța (1991) și Amen (2001).
În anul 1979 a primit premiul Leul de bronz la Festivalul Internațional de Teatru de la Arezzo pentru spectacolul „Năpasta”. În anul 1982 a primit premiul Cea mai bună actriță de film din partea Asociației Cineaștilor din România (ACIN) pentru rolul Angela din Angela merge mai departe (1981). În anul 2000 a fost decorată cu Ordinul Național Serviciul Credincios în grad de cavaler. Din 2003 este directoarea Teatrului Odeon. În anul 2010 a primit titulatura de Cetățean de onoare al orașului Hunedoara. În anul 2012 a primit titlul de Cavaler al Ordinului Artelor și Literelor din partea Ministerului Culturii și Comunicării din Franța.

## Filmografie
- Păcală (1974) – hangița
- Mastodontul (1975)
- Ultima noapte a singurătății (1976)
- Gustul și culoarea fericirii (1978)
- Drumuri în cumpănă (1979)
- Stop cadru la masă (1980)
- Ștefan Luchian (1981)
- Ana și „hoțul” (1981) – Maria Crijan, soția maistrului
- Saltimbancii (1981)
- Semnul șarpelui (1982)
- Angela merge mai departe (1982) – taximetrista Angela Coman
- Înghițitorul de săbii (1982)
- Un saltimbanc la Polul Nord (1982)
- Năpasta (1982)
- Fram (1983)
- Ochi de urs (1983)
- Frumos e în septembrie la Veneția (1983)
- O lebădă iarna (1983)
- Dragostea și revoluția (1983)
- Liceenii (1986) – mama lui Șerban
- Niște băieți grozavi (1988)
- Să-ți vorbesc despre mine (1988)
- Un studio în căutarea unei vedete (1989) – costumiera Filofteea („tanti Fifi”)
- Divorț... din dragoste (1992)
- Crucea de piatră (1994)
- Leapin' Leprechauns! (1995)
- Spellbreaker: Secret of the Leprechauns (1996)
- Orașul în miniatură (SUA, 1998)
- Binecuvântată fii, închisoare (2002) – directoarea închisorii

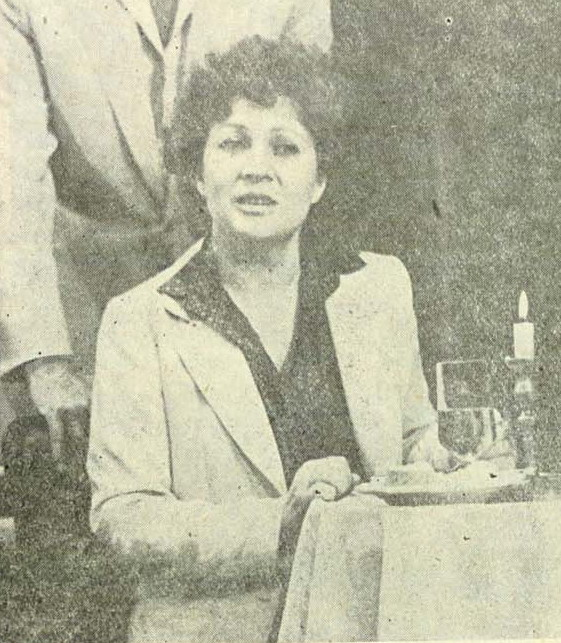
În Arta conversației de Ileana Vulpescu

- București NonStop (2013)
- Funeralii fericite (2013)
- Monștri. (2019)

## Teatru
- Ubu Rege (1990) - teatru radiofonic
- Arta conversației de Ileana Vulpescu și George Bănică, regia Eugen Todoran, Teatrul Giulești

## Premii și distincții
- Premiul Leul de bronz la Festivalul Internațional de Teatru de la Arezzo pentru spectacolul Năpasta (1979)
- Premiul Cea mai bună actriță de film acordat de Asociația Cineaștilor din România (ACIN) pentru rolul Angela din filmul Angela merge mai departe (1981)
- Premiul pentru Cea mai bună actriță acordat de Asociația Oamenilor de Teatru și Muzicienilor din România - pentru rolul Maria din Nu ne naștem toți la aceeași vârstă de Tudor Popescu, regia Dinu Cernescu (1984)[5]
- Premiul pentru Cea mai bună actriță de film la Festivalul de Film “Henri Langlois” de la Tours (Franța) pentru rolul Ea din FRUMOS E ÎN SEPTEMBRIE LA VENEȚIA (1986)[5]
- Ordinul național „Serviciul Credincios” în grad de Cavaler (1 decembrie 2000) „pentru realizări artistice remarcabile și pentru promovarea culturii, de Ziua Națională a României”[7]
- Premiul pentru cea mai bună actriță, acordat de Ministerul Culturii și Cultelor pentru rolul Grete din Șefele de W.Schwab (2003)
- Premiul UNITER pentru întreaga activitate ca actriță (2008)[5]
- Premiul pentru întreaga activitate - Premiile Municipiului București pentru Artă și Cultură, Secțiunea Artele Spectacolului (2009)[5]
- Premiul pentru cea mai bună actriță ex-aequo pentru rolul din piesa Șefele, jucată la Festivalul Internațional de Teatru Atelier, Baia Mare - Premiile Municipiului București pentru Artă și Cultură, Secțiunea Artele Spectacolului (2009)[5]
- Premiul pentru Management Cultural în cadrul Galelor Iașului Universitar (2010)[5]
- Premiul pentru întreaga activitate la Festivalul Internațional de Film TIF, Cluj, 2010

- Premiul Elena Deleanu pentru continuitatea valorilor teatrului românesc în programul managerial al Teatrului Odeon, acordat de Asociația Culturală Diallog (2011)[5]
- Premiu de excelență acordat de Consiliul național Femina (2011)
- Trofeul Femeia contează (2011)
- Premiul Publicului, Actrița anului la Gala Celebrităților (2011)

- Premiul de excelență Gina Patrichi pentru valoarea creației teatrale și cinematografice, acordat de Asociația Culturală Dialog (2011)[5]
- Ordinul Artelor și Literelor în grad de Cavaler (Franța, 2012)[8]
- Premiul de Excelență pentru creațiile sale remarcabile, pentru o viață dedicată artei interpretative românești acordat în cadrul Galei Premiilor UCIN pentru filmele anului 2023 (Opera Națională București, 28 octombrie 2024)[9]